# Albin Lätzer

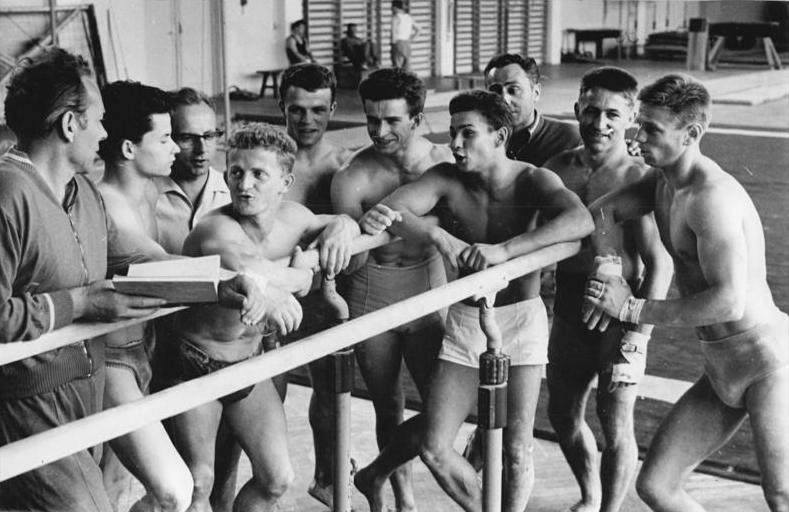
Albin Lätzer (erster von links) im Jahr 1962

Albin Lätzer ist ein ehemaliger deutscher Geräteturner.
Lätzer war Mitglied der Turnriege von RSV Rotation Greiz.
Er wurde von 1949 bis 1951 dreifacher DDR-Meister im Bodenturnen und 1950 Meister im Pferdsprung.
Von 1955 bis 1958 war er erster Turn-Nationaltrainer der DDR.